# Comunicación ambiental
La comunicación ambiental es "la difusión de información y la implementación de prácticas de comunicación que están relacionadas con el medio ambiente". Al principio, la comunicación ambiental era un área de comunicación estrecha; sin embargo, hoy en día, es un campo amplio que incluye investigaciones y prácticas sobre cómo los diferentes actores (instituciones, estados, personas) interactúan con respecto a temas relacionados con el medio ambiente y cómo los productos culturales influyen en la sociedad hacia los temas ambientales.
La comunicación ambiental también incluye las interacciones humanas con el medio ambiente. Esto incluye una amplia gama de posibles interacciones, desde la comunicación interpersonal y las comunidades virtuales hasta la toma de decisiones participativa y la cobertura de los medios ambientales. Desde la perspectiva de la práctica, Alexander Flor define la comunicación ambiental como la aplicación de enfoques, principios, estrategias y técnicas de comunicación para la gestión y protección ambiental.

## Historia
La comunicación ambiental, rompiendo con la teoría retórica tradicional, surgió en los Estados Unidos alrededor de la década de 1980. Los investigadores comenzaron a estudiar la comunicación ambiental como una teoría independiente debido a la forma en que los activistas ambientales usaban imágenes y palabras para persuadir a su público. Desde entonces, la teoría de la comunicación ambiental ha alcanzado múltiples hitos, incluida la creación de la revista Comunicación ambiental (en inglés, Environmental Communication) en 2007.

## En la academia
Como campo académico, la comunicación ambiental surgió del trabajo interdisciplinario que involucra comunicación, estudios ambientales, ciencias ambientales, análisis y gestión de riesgos, sociología y ecología política. En general, el escepticismo ambiental es un desafío cada vez mayor para la retórica ambiental.

Los gráficos de rayas de calentamiento de Ed Hawkins representan el calentamiento global desde 1850 como una serie de rayas codificadas por colores, deliberadamente desprovistas de notación científica para que cualquier persona las puedan entender rápidamente. El azul (= frío) progresa con el tiempo a rojo (= cálido).

### Comunicación sobre el cambio climático
La comunicación climática o la comunicación del cambio climático es un campo de la comunicación ambiental y la comunicación científica centrada en facilitar la comunicación de los efectos del cambio climático antropogénico. La mayor parte de la comunicación climática se centra en llevar el conocimiento y la acción potencial para responder al consenso científico sobre el cambio climático a un público más amplio.
El campo de la comunicación climática explora dos áreas principales: la eficacia de las estrategias de comunicación existentes y el apoyo al desarrollo de recomendaciones para mejorar esa comunicación. La mejora de la comunicación sobre el cambio climático se ha convertido en el centro de atención de varios institutos de investigación importantes, como el Programa de Yale sobre comunicación y divulgación sobre el cambio climático en el Reino Unido, así como de las principales organizaciones internacionales, como el IPCC y la Secretaría de Cambio Climático de la ONU, y ONG como la Red de conocimientos sobre el clima y el desarrollo.

## Tecnología de la información y comunicación ambiental
Los avances tecnológicos potenciados por la aparición de Internet también están contribuyendo a los problemas ambientales. La contaminación del aire, la lluvia ácida, el calentamiento global y la reducción de fuentes naturales también son el resultado de las tecnologías en línea. Por lo tanto, han surgido nociones como "sitios web ecológicos" para ayudar a abordar este problema. Los “sitios web verdes” están asociados con las políticas favorables al clima y tienen como objetivo mejorar el hábitat natural de la Tierra. Las fuentes renovables, el uso del color negro y lo más destacado de las noticias ambientales son algunas de las formas más fáciles y económicas de contribuir positivamente a los problemas climáticos. El término antes mencionado está bajo el paraguas de Green Computing, que tiene como objetivo limitar la huella de carbono, el consumo de energía y beneficiar el rendimiento informático.

## Acción simbólica
La comunicación ambiental es también un tipo de acción simbólica que cumple dos funciones: la comunicación ambiental humana es pragmática porque ayuda a las personas y organizaciones a lograr metas y hacer cosas a través de la comunicación. Los ejemplos incluyen educar, alertar, persuadir y colaborar. La comunicación ambiental humana es fundamental porque ayuda a moldear la comprensión humana de los problemas ambientales, de ellos mismos y de la naturaleza. Los ejemplos incluyen valores, actitudes e ideologías con respecto a la naturaleza y los problemas ambientales.
Todos los seres están conectados por la teoría de sistemas, que sostiene que una de las tres funciones críticas de los sistemas vivos es el intercambio de información con su entorno y con otros sistemas vivos (los otros dos son el intercambio de materiales y el intercambio de energía). La comunicación no es más que el intercambio de información. Por lo tanto, en su sentido más amplio, la comunicación ambiental es necesaria para la supervivencia de todo sistema vivo, ya sea un organismo, un ecosistema o (incluso) un sistema social".

## Teoría de la comunicación ambiental
Para comprender las formas en que la comunicación ambiental tiene un efecto en los individuos, los investigadores creen que la visión que uno tiene del medio ambiente da forma a sus puntos de vista de diversas formas. El estudio general de la comunicación ambiental consiste en la idea de que la naturaleza "habla". En este campo, existen teorías en un esfuerzo por comprender las bases de la comunicación ambiental.

### Discurso material - simbólico
Los investigadores ven la comunicación ambiental como simbólica y material. Argumentan que el mundo material ayuda a moldear la comunicación como la comunicación ayuda a moldear el mundo. La palabra medio ambiente, un símbolo principal en la cultura occidental, se usa para dar forma a la comprensión cultural del mundo material. Esta comprensión brinda a los investigadores la capacidad de estudiar cómo reaccionan las culturas al entorno que las rodea.

### Relaciones con la naturaleza humana mediadora
Los seres humanos reaccionan y se forman opiniones basadas en el entorno que les rodea. La naturaleza juega un papel en las relaciones humanas. Esta teoría se esfuerza por establecer una conexión entre las relaciones humanas y la naturaleza. Esta creencia está en el centro de la comunicación ambiental porque busca comprender cómo la naturaleza afecta el comportamiento humano. Los investigadores señalan que puede haber una conexión con esta teoría y la fenomenología.

### Teoría activista aplicada
Es difícil evitar el "llamado a la acción" cuando se habla de comunicación ambiental porque está directamente relacionado con temas como el cambio climático, los animales en peligro de extinción y la contaminación. Sin embargo, es posible informar al público sobre el cambio ambiental y, al mismo tiempo, brindar soluciones a estos problemas.

Como sugiere la siguiente sección, hay muchas divisiones de estudios y prácticas en el campo de la comunicación ambiental, una de las cuales son las campañas de promoción y marketing social. Aunque este es un tema amplio, un aspecto clave de las campañas ambientales exitosas es el lenguaje utilizado en el material de la campaña. Los investigadores han descubierto que cuando las personas están preocupadas e interesadas por las acciones ambientales, se adaptan bien a los mensajes con un lenguaje asertivo; Sin embargo, las personas que están menos preocupadas e interesadas por las posturas ambientales, son más receptivas a mensajes menos asertivos. Aunque las comunicaciones sobre temas ambientales a menudo tienen como objetivo impulsar a los consumidores que ya perciben el tema que se promueve como importante, es importante que estos productores de mensajes analicen a su público objetivo y adapten los mensajes en consecuencia.

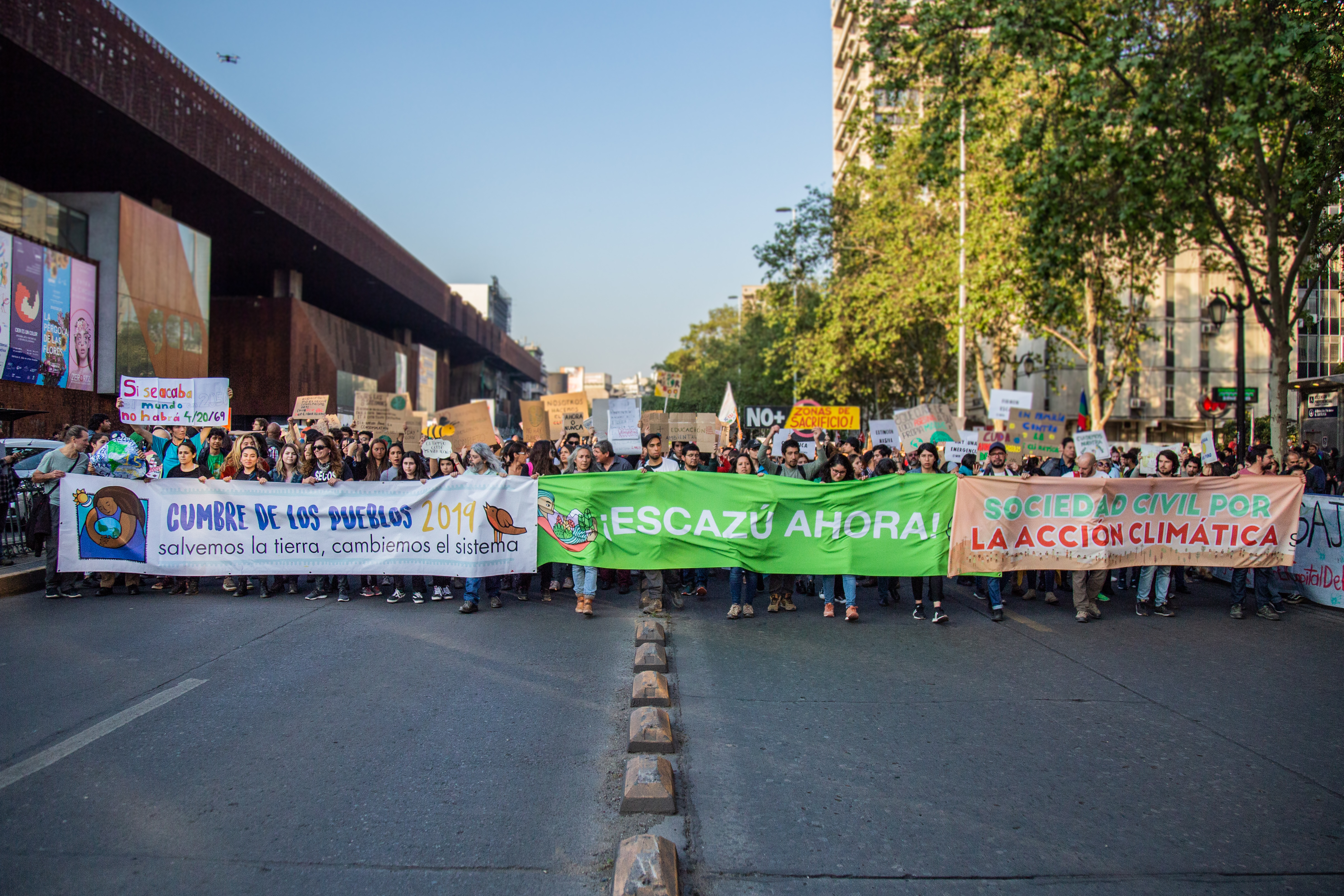
Marcha por el acuerdo de escazú, Chile 2019.
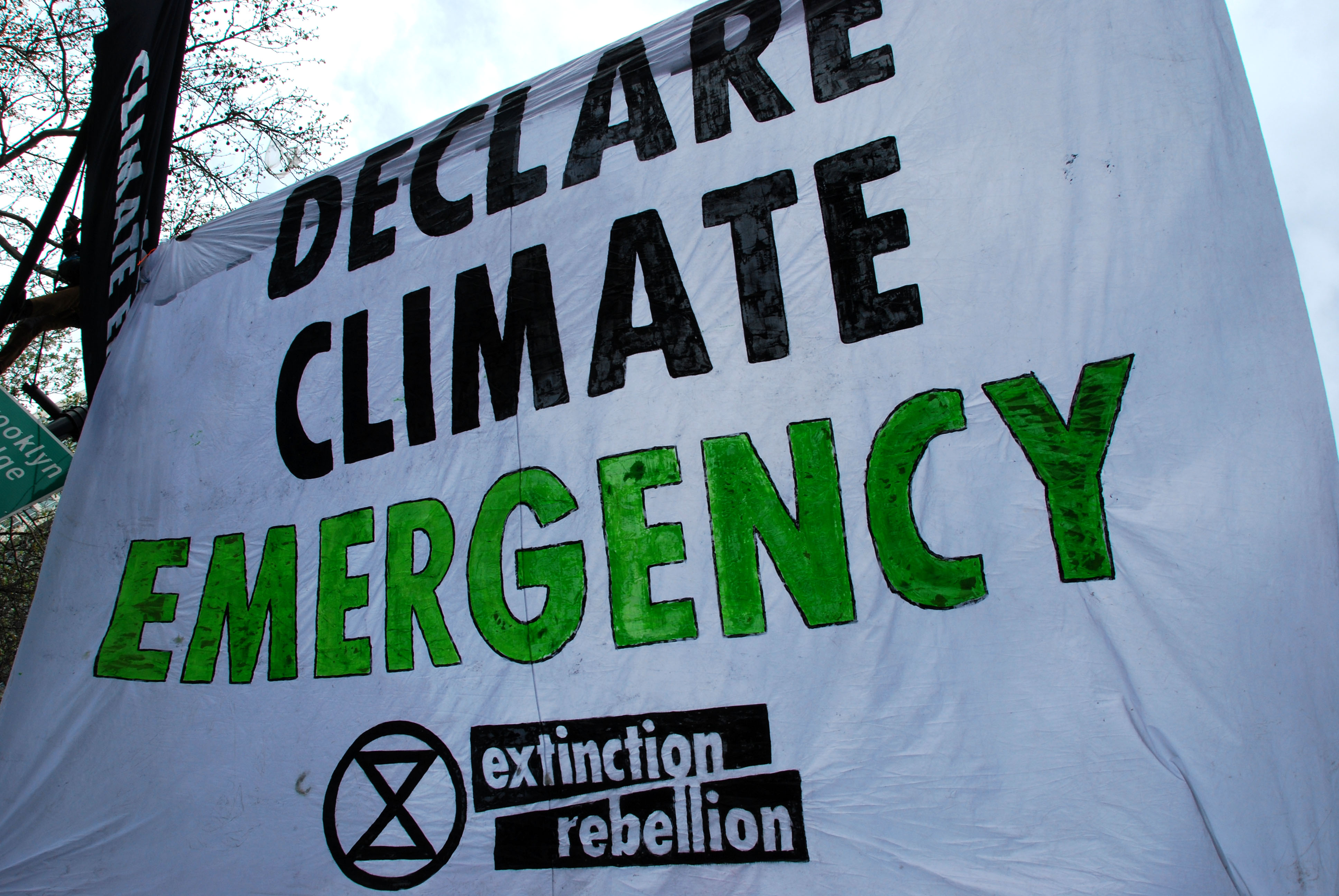
Banner en inglés que dice "Declaren la emergencia climática", 2019.
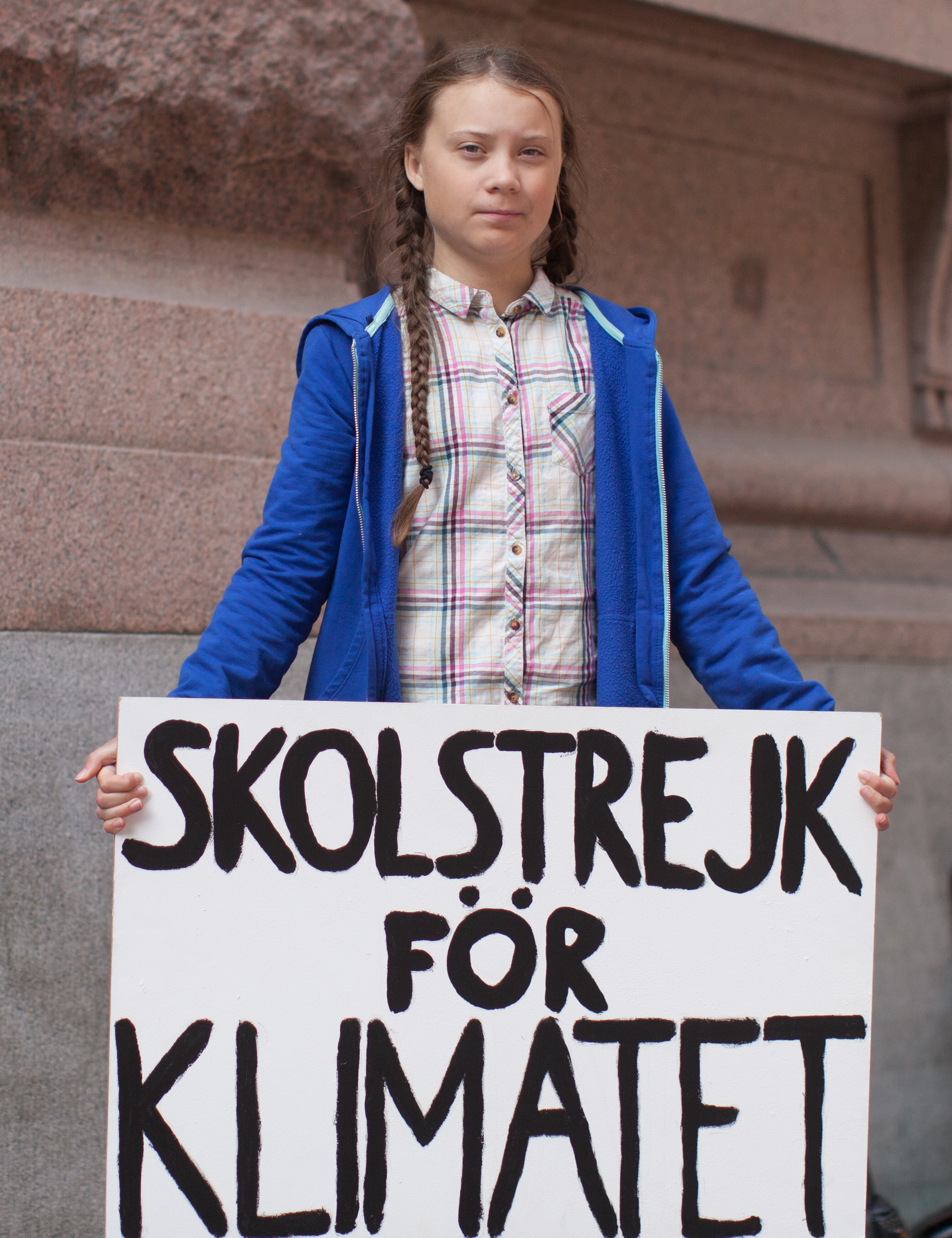
Greta Thunberg fuera del parlamento sueco, 2018.

## Áreas de estudio y práctica
Según J. Robert Cox, el campo de la comunicación ambiental se compone de siete áreas principales de estudio y práctica:
1. Discurso y retórica ambiental
2. Periodismo mediático y medioambiental
3. Participación pública en la toma de decisiones ambientales
4. Campañas de promoción y marketing social
5. Colaboración ambiental y resolución de conflictos
6. Comunicación de riesgos
7. Representaciones de la naturaleza en la cultura popular y el marketing ecológico[13]